# Argybargy
Argybargy je třetí studiové album britské rockové skupiny Squeeze, vydané v únoru 1980 u vydavatelství A&M Records. Nahráno bylo během roku 1979 ve studiu Chelsea Olympic Studios v Londýně a jeho producentem byl John Wood spolu s členy skupiny.

## Seznam skladeb
| Pořadí | Název                            | Autor                         | Délka |
| ------ | -------------------------------- | ----------------------------- | ----- |
| 1.     | Pulling Mussels (from the Shell) | Chris Difford, Glenn Tilbrook | 3:58  |
| 2.     | Another Nail in My Heart         | Difford, Tilbrook             | 2:56  |
| 3.     | Separate Beds                    | Difford, Tilbrook             | 3:21  |
| 4.     | Misadventure                     | Difford, Tilbrook             | 2:56  |
| 5.     | I Think I'm Go Go                | Difford, Tilbrook             | 4:18  |
| 6.     | Farfisa Beat                     | Difford, Tilbrook             | 2:57  |
| 7.     | Here Comes That Feeling          | Difford, Tilbrook             | 2:12  |
| 8.     | Vicky Verky                      | Difford, Tilbrook             | 3:12  |
| 9.     | If I Didn't Love You             | Difford, Tilbrook             | 4:11  |
| 10.    | Wrong Side of the Moon           | Difford, Jools Holland        | 2:25  |
| 11.    | There at the Top                 | Difford, Tilbrook             | 3:46  |

| Bonusy na reedici z roku 1997 | Bonusy na reedici z roku 1997 | Bonusy na reedici z roku 1997 | Bonusy na reedici z roku 1997 |
| Pořadí                        | Název                         | Autor                         | Délka                         |
| ----------------------------- | ----------------------------- | ----------------------------- | ----------------------------- |
| 12.                           | Funny How It Goes             | Difford, Tilbrook             | 3:49                          |
| 13.                           | Go                            | Difford, Tilbrook             | 4:12                          |

## Obsazení
- Chris Difford – rytmická kytara, zpěv
- Glenn Tilbrook – sólová kytara, klávesy, zpěv
- Jools Holland – klávesy, zpěv
- John Bentley – baskytara
- Gilson Lavis – bicí
- Del Newman – aranžmá smyčců
- Keith Strickland – kytara v „Pulling Mussels (From the Shell)“